# Морское сражение у острова Ре
Морское сражение у острова Ре — сражение между французским королевским флотом во главе с Карлом I де Гизом и гугенотским флотом во главе с Жаном Гитоном в 1622 году в рамках гугенотских восстаний.
При Генрихе IV Сен-Мартен-де-Ре пользовался определенной свободой и процветал до 1620-х годов, но город вошел в конфликт с центральной властью короля Людовика XIII в период Гугенотских восстаний в 1622 году. Людовик XIII послал небольшую армию для обороны и блокады Ла-Рошели в 1621—1622 годах.
Флот Ла-Рошели столкнулся с гораздо более многочисленным королевским флотом Карла де Гиз у Сен-Мартен-де-Ре и ему удалось избежать разгрома 27 октября 1622 года. Битва продолжалась два часа, сторонами было сделано около 20 тысяч пушечных залпов, но исход сражения остался неясным.
Несколькими днями ранее, 19 октября 1622 года, был подписан мирный договор в Монпелье, который призвал народ Ла-Рошели прекратить военные действия. По условиям договора укрепления Монтобана и Ла-Рошель оставались в целости, хотя крепость Монпелье должна была быть снесена.
Конфликт в скором времени возобновился с восстания герцога Субиза и нового выступления Ла-Рошели против королевской власти в 1625 году, что привело к захвату острова Ре королевскими войсками в том же году, и новой осадой Ла-Рошели в 1627—1628 годах.